# Dasystole tenax
Dasystole tenax là một loài bướm đêm trong họ Geometridae.